# One to one
One to one is een studioalbum van Gordon Giltrap en Ric Sanders. De twee heren speelden al eerder samen in groepsverband op het vorige album van Giltrap. Op One to one zijn alleen deze twee heren te horen. Het album is opgenomen in de Malvern Hill geluidsstudio en verscheen vlak voordat ze gezamenlijk op tournee gingen. Het album is in 2013 al langere tijd niet meer als nieuwe aanschaf te koop.
In het dankwoord is een dank verschuldigd aan Fairport Convention, de band waarin Ric Sanders toen speelde. Het album volgde op een album getiteld Master Craftsmen opgenomen door de muzikanten van Fairport Convention, waarop Goltrap meespeelde.

## Musici
- Gordon Giltrap – gitaar
- Ric Sanders – akoestische en elektrische viool

## Muziek
| Nr. | Titel                       | Duur |
| --- | --------------------------- | ---- |
| 1.  | Calling on (Sanders)        | 2:19 |
| 2.  | Following on (Sanders)      | 4:41 |
| 3.  | Work (Giltrap)              | 3:49 |
| 4.  | Portmeirion (Sanders)       | 5:28 |
| 5.  | All blues (Miles Davis)     | 4:32 |
| 6.  | The poacher (Giltrap)       | 3:59 |
| 7.  | St Martha’s Hill (Sanders)  | 2:39 |
| 8.  | Roots (Giltrap)             | 5:52 |
| 9.  | Spring dance (Giltrap)      | 2:54 |
| 10. | The rose hip (Sanders)      | 4:46 |
| 11. | Heartsong (Giltrap)         | 5:20 |
| 12. | PDC (Sanders)               | 7:42 |
| 13. | A Christmas Carol (Giltrap) | 2;34 |

PDC bevat een verwijzing naar de muziek van de serieuzere folkie Andrew Cronshaw.

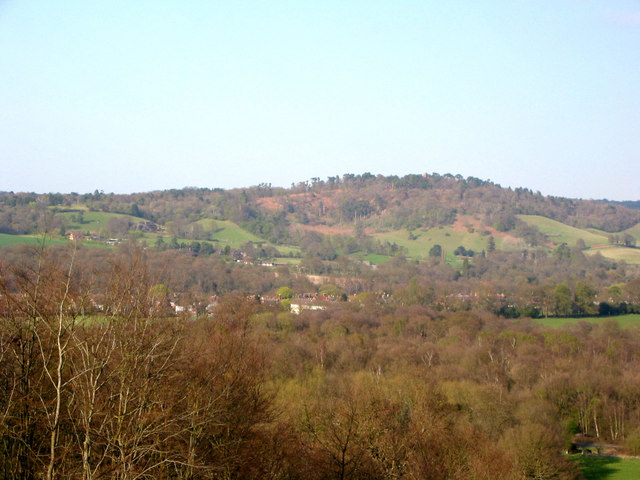
St Martha’s Hill